# Synodontis camelopardalis
Synodontis camelopardalis hay còn có tên khác là giraffe synodontis,
 là tên của một loài cá da trơn bơi lộn ngược và là loài đặc hữu của Cộng hòa Dân chủ Congo và được biết là thường xuất hiện ở sông Tshuapa. Năm 1971, nhà ngư học người Bỉ Max Poll đã mô tả nó dựa trên mẫu vật thu thập được ở sông Ruki, vùng giữa của lưu vực sông Congo. Tên loài camelopardalis dựa trên tên của một loài hươu cao cổ điển hình Giraffa camelopardalis, ý chỉ màu sắc của chúng.

## Mô tả
Tương tự như tất cả các loài trong chi Synodontis, phần xương trên đầu của nó trải rộng ra phía sau giống như tia vây đầu tiên của vây lưng và có gai cứng, có thể mở rộng ra khi mở mang. Chúng có 3 cặp râu, 1 cặp ở hàm trên, 2 cặp còn lại ở hàm dưới. Vây mỡ (phần vây nằm giữa vây lưng và vây đuôi) thì to còn vây đuôi thì chia ra làm hai.
Vây ngực và vây lưng thì có gai, và nó có thể di chuyển theo ý muốn của nó hoặc "khóa" lại tại một điểm để tự vệ. Khả năng này có được là do gai dính với những cái xương nhỏ, một khi giương cái gai lên thì không bị hạ xuống bởi áp lực ở đỉnh gai.
Hàm trên của chúng có răng hình cái đục, còn hàm dưới thì có những cái răng có thể di chuyển, hình chữ S.

## Môi trường sống và tập tính
Trong tự nhiên, Synodontis pulcher chỉ được tìm thấy ở vực Stanley ở sông Congo. Nó bị đánh bắt vì mục đích tiêu dùng.
Tương tự như nhiều loài cùng chi, chúng là loài ăn tạp như ấu trùng côn trùng, tảo, động vật chân bụng, động vật giáp xác, sò và trứng của những loài cá khác. Mùa sinh sản thì có lẽ diễn ra vào mùa lũ từ tháng 7 đến tháng 10, rồi chúng bắt cặp và bơi cùng nhau đến hết mùa sinh sản. Tốc độ phát triển của chúng tăng nhanh vào năm đầu tiên rồi giảm dần theo từng năm.
Khi trưởng thành, chúng có thể đạt đến chiều dài 18 xentimét (7,1 in). Nhìn chung, thì con cái to hơn con đực dù cùng lứa tuổi với nhau.